# Orphans and outcasts, volume 1
Orphans and outcasts is een demoalbum van Iain Matthews. Later werd het album aangeduid met Volume 1 toen ook deel 2  en deel 3 verschenen. Matthews' muzikale loopbaan als soloartiest was 22 jaar onderweg toen hij de tijd rijp vond om ook zijn demo's prijs te geven. Dat ging niet zonder slag of stoot. Matthews was gedurende die tijd steeds onderweg en verhuisde ook van Engeland naar de Verenigde Staten (en ook weer terug). Zelf dacht hij nog demo's te hebben van Some days you eat the bear, maar deze bleken uitgeleend, dan wel om andere redenen zoekgeraakt. Een deel 2 was in 1991 nog niet te voorzien, maar kwam toch vrij vlot in 1993, dat album behandelt de jaren '80. Hij hoopte bij deel 1, dat hij ooit nog muziek zou kunnen terugvinden uit zijn tijd met Pyramid (zijn eerste echte bandje), maar tot op 2011 is daarvan niets meer verschenen. 
De demo's verschillen nauwelijks van het wel uitgebrachte werk, zijn wel iets ruwer van klank en het instrumentarium is vaak teruggebracht naar zang en gitaar. Dit album behandelt de periode 1969 met zijn Matthews Southern Comfort tot zijn periode met de muziekgroep Hi-Fi. 

## Musici en Muziek
| track | jaar                    | lied                          | schrijver                        | wie speelt                                                                          | tijd |
| ----- | ----------------------- | ----------------------------- | -------------------------------- | ----------------------------------------------------------------------------------- | ---- |
| 1     | Touch her if you can    | 1969 MSC                      | Rodney Dillard, Mitch Jayne      | Matthews' Southern Comfort                                                          | 3:32 |
| 2     | Yankee lady             | 1969 MSC                      | Jesse Colin Winchester           | idem                                                                                | 4:50 |
| 3     | Belle                   | 1969 MSC                      | Alan Anderson                    | idem                                                                                | 1:53 |
| 4     | Latter on               | 1969 MSC                      | Iain Matthews                    | idem                                                                                | 1:20 |
| 5     | I believe in you        | 1969 MSC                      | Neil Young                       | idem                                                                                | 3:38 |
| 6     | It takes a lot to laugh | 1970 MSC Radio-opnamen        | Bob Dylan                        | Iain Matthews Andy Roberts Richard Thompson Pat Donaldson Gerry Conway Ian Whiteman | 4:49 |
| 7     | Not much at all         | 1970 MSC Radio-opnamen        | Iain Matthews                    | idem                                                                                | 3:53 |
| 8     | Baby Ruth               | 1970 MSC Radio-opnamen        | Jimmy Wyker                      | idem                                                                                | 2:58 |
| 9     | Hearts                  | 1970 MSC Radio-opnamen        | Iain Matthews                    | idem                                                                                | 3:00 |
| 10    | Christine’s tune        | 1972 Journeys from Gospel Oak | Gram Parsons, Chris Hillman      | Iain Matthews Jerry Donahue Andy Roberts Pat Donaldson Timmi Donald                 | 2:20 |
| 11    | Seeds and stems         | 1973 Plainsong radio-opname   | George Frayne, B.C. Farlow       | Plainsong                                                                           | 3:55 |
| 12    | Spanish guitar          | 1973 Plainsong radio-opname   | Gene Clark                       | idem                                                                                | 5;25 |
| 13    | Tigers will survive     | 1973 Plainsong radio-opname   | Iain Matthews                    | idem                                                                                | 5:01 |
| 14    | Any day woman           | 1973 Plainsong radio-opname   | Paul Siebel                      | idem                                                                                | 2:28 |
| 15    | Poor ditching boy       | 1973 Beartapes                | Richard Thompson                 | Iain Matthews Richard Greene Roalnd White                                           | 3:02 |
| 16    | Even the guiding light  | 1974 Live in Kalamazoo        | Iain Matthews                    | Iain Matthews Rick Curtis Michael Curtis Steve Diamond                              | 2:57 |
| 17    | So sad                  | 1975 Go for broke             | George Harrison                  | Iain Matthews Joel Tepp Kenny Edwards Mike Porter Harry Robinson                    | 3:48 |
| 18    | Groovin’                | 1975 Go for broke             | Felix Cavalliere, Eddie Brigatti | Idem                                                                                | 3:02 |
| 19    | Let there be blues      | 1977                          | Iain Matthews                    | Iain Matthews Bill Lamb Joel Tepp Rick Taylor Gerrit Smith                          | 4:08 |
| 20    | New shirt               | 1979                          | Iain Matthews                    | Iain Matthews- zang, gitaar                                                         | 3:07 |